# Reserva Natural de Raadi
A Reserva Natural de Raadi é uma reserva natural localizada no condado de Tartu, na Estónia.
A área da reserva natural é de 87 hectares.
A área protegida foi fundada em 2015 para proteger tipos de habitat valiosos e espécies ameaçadas na aldeia de Tila (freguesia de Tartu), na aldeia de Rõõmu (antiga freguesia de Luunja) e na cidade de Tartu.